# Густавсберг
Густавсбе́рг (швед. Gustavsberg) — город в Швеции, расположенный  к востоку от Стокгольма, на острове Вермдё (одном из крупнейших в Стокгольмском архипелаге), административный центр коммуны Вермдё.
Численность населения — 11 333 человек (2010).

## История
Раньше на месте Густавсберга располагалось имение Фарста (швед. Farsta), но в 1640 г. его владелец барон Габриель Густавссон Оксеншерна изменил название, переименовав поместье в честь своего отца — тайного советника, члена риксрода Густава Габриельссона Оксеншерны. В настоящее время в столице Швеции имеются район Фарста и одноимённая станция метро.
История собственно Густавсберга началась в 1825 году, когда здесь была основана фарфоровая мануфактура. Быстро растущий завод принадлежал прогрессивным предпринимателям, благодаря которым Густавсберг вскоре превратился в образцовый город.

## Транспорт
От Густавсберга к стокгольмскому Слуссену идёт несколько автобусных маршрутов (остров Вермдё связан с материком автомобильным мостом). 

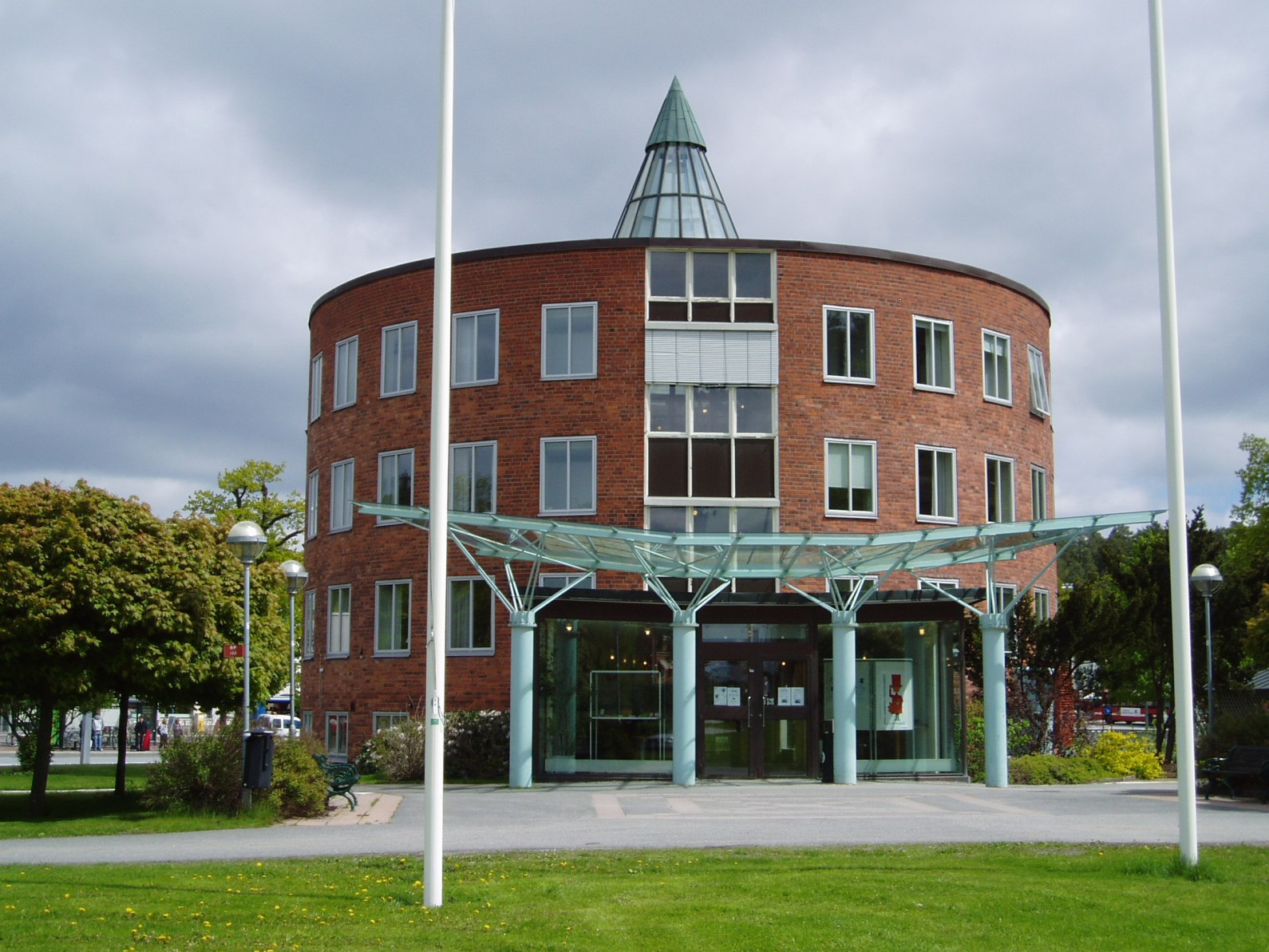
Круглый дом — библиотека и культурный центр Густавсберга

## Культура и спорт
Культурным центром  Густавсберга является так называемый Круглый дом, где постоянно работает публичная библиотека и периодически проводятся выставки. Как и  ряд других жилых и общественных зданий города, Круглый дом возведён по проекту архитектора Улофа Тунстрёма.
В центре Густавсберга расположен стадион Экваллин, построенный в 1930 году. Там размещаются работающая круглый год крытая хоккейная площадка, футбольное поле и теннисный корт.

## Районы
- Хестхаген (Hästhagen)
- Лугнет (Lugnet)
- Мункмура (Munkmora)
- Эсбюдален (Ösbydalen)
- Хёйдхаген (Höjdhagen)
- Фарста (Farsta)